# Richard Dacoury
Richard Dacoury, né le 6 juillet 1959 à Abidjan (Côte d'Ivoire) est un joueur français de basket-ball. Il est parmi les sportifs français les plus titrés avec quatre coupes d'Europe, dont la coupe des clubs champions 1993. Longtemps fidèle à son club du CSP Limoges, il termine sa carrière au PSG Racing, club avec lequel il remporte son neuvième titre de Champion de France lors de son avant-dernière saison.

## Biographie

### Les débuts et les années 1980
C'est en 1978 que Richard Dacoury rejoint le club du CSP Limoges. Richard s'installe dans des appartements à la ZUP de Corgnac au Val de l'Aurence, Lionel Livio son ami était au 10e étage quant à Richard Dacoury il est au 14e. C'est à la Cité scolaire Léonard-Limosin qu'il passe son bac.
En 1980, un nouvel entraîneur arrive, André Buffière, qui, pour sa première année au club, conduit son équipe à une cinquième place du championnat et à une qualification à la Coupe Korać. La saison suivante, le CSP atteint la finale de cette dernière compétition. Le club est opposé au club de Šibenik d'un jeune joueur : Dražen Petrović. Dacoury, bien que sorti dès la trente-troisième minute après avoir commis cinq fautes, réussit douze points. Le club remporte son premier trophée en France avec la coupe de la Fédération.
La saison suivante, le CSP retrouve en mars à Berlin un club de Šibenik qui désire prendre sa revanche. Dražen Petrović bien maîtrisé, cinq sur vingt aux tirs, par Jean-Michel Sénégal, le club de Limoges s'appuie sur sa gâchette américaine Ed Murphy qui inscrit trente-quatre points, Dacoury ajoutant pour sa part seize points à huit sur dix. Le CSP remporte durant cette saison le premier triplé de son histoire, avec la coupe et le premier titre de Champion de France. Richard aura connu la Salle municipale des Sœurs de la Rivière puis le Palais des sports de Beaublanc inauguré en 1981 par les hommes politiques Louis Longequeue, Albert Chaminade (1912-2009) premier président de la Haute-Vienne de Basket-ball, Xavier Popelier Président du CSP ou Charles Hernu ministre de la Défense sous la présidence de François Mitterrand qui a fait le déplacement à Limoges, pour couper le ruban symbolique et dévoiler la plaque de granite dans le hall de l'enceinte et assiste à la défaite large de ASVEL.
André Buffière parti pour un poste de manager à Paris, c'est Pierre Dao qui prend la direction de l'équipe. Le club termine à la sixième place de la poule de six en coupe des clubs champions mais conserve son titre de champion de France. La saison suivante, pour la troisième année consécutive, le CSP remporte le championnat. Pour sa seconde participation à la coupe des champions, le club limougeaud est éliminé au deuxième tour, face au TSKA Moscou. À l'issue de cette saison, Dacoury est élu MVP français. Au cours de cette saison, il établit la  meilleure performance de sa carrière sur un match avec quarante-quatre points face à Vichy.
Après une saison sans titre, c'est Michel Gomez qui devient entraîneur du CSP. Le club retrouve la finale de la coupe Korać, disputé en match aller-retour face au FC Barcelone. Les Espagnols remportent les deux rencontres, 106 à 85 au Palau Blaugrana puis 97 à 86 à Limoges.
Lors de la saison 1987-1988, le CSP évolue en coupe des coupes sur la scène européenne, compétition dont il atteint la finale disputée en France à Grenoble. Le club remporte son troisième titre européen en disposant du club espagnol de la Joventut Badalona sur le score de 96 à 89 après prolongation. En France, le CSP remporte le premier Tournoi des As face à un club qui vient de rejoindre l'élite : Cholet Basket. Ces deux équipes se retrouvent en finale du  championnat 1987-1988, le CSP ayant éliminé l'Élan Béarnais en deux manches en demi-finale. Le CSP remporte les deux rencontres, 92 à 78 à l'aller à la Meillerie avant de confirmer difficilement à domicile . Les statistiques de Dacoury en championnat sont de 14,8 points, 2,6 rebonds et 3,1 passes .
La saison suivante, le CSP, porté par les quarante points du « cobra » Don Collins, remporte la finale aller du championnat 1988-1989 sur le score de 108 à 97 face à Orthez, Dacoury marquant seize points et prenant huit rebonds. Lors de la finale retour en Béarn, le CSP s'impose à nouveau 102 à 96, avec un bon début de Dacoury qui signe un quatre sur quatre en début de rencontre, avant de réussir un panier à trois points qui porte le score à 100 à 97 à douze secondes de la fin .
Richard Dacoury est père de 5 filles : Charlotte, Agathe, Chloé, Joséphine et Louise.

### Les années 1990 et fin de carrière
En 1990, le CSP atteint le Final Four de la coupe d'Europe, le troisième de l'histoire de la compétition. Pour sa première participation à ce niveau, les Français, où Dacoury est handicapé par une plaie infectée au coude après une aponévrosite plantaire, sont opposés au tenant du titre le Yugosplatika Split en demi-finale, club dirigé par Božidar Maljković. Le club croate l'emporte facilement 101 à 83 avant de triompher pour la seconde fois, face au FC Barcelone. Pour sa part, le CSP termine à la troisième place en battant le club grec de Aris Salonique. Sur la scène française, le CSP domine le championnat de France avec vingt-neuf victoires sur trente rencontres disputées lors de la phase régulière. En play-offs, les verts se débarrassent de Saint-Quentin en deux manches, puis sur le même score de Mulhouse avant d'affronter Antibes, désormais entraînée par un ancien de la maison limougeaude. Le CSP l'emporte 111-96 à Limoges, s'incline 96-100 à Antibes et triomphe 103-89, de nouveau à Limoges. Durant cette saison, Dacoury inscrit 17,2 points, 2,4 rebonds et 3,3 passes .
L'affiche de la finale du championnat est identique lors de la saison 1990-1991. Limoges remporte la première manche à Antibes avant que le club de Monclar ne vienne remporter la seconde manche à Limoges sur le score de 102 à 89. Lors de la rencontre décisive à Antibes, Dacoury se blesse en début de rencontre, laissant ses coéquipiers s'incliner 88 à 76. Dacoury est de nouveau la troisième arme offensive de son club durant la saison avec 16,2 points, 2,8 rebonds et 2,6 passes, derrière Stéphane Ostrowski et Michael Brooks .
La finale du championnat 1991-1992 oppose l'élan Pau-Ortez, vainqueur du Cholet Basket en demi-finale au CSP, qui élimine Gravelines. La première manche à Limoges voit la victoire des Béarnais 76 à 74. Ils confirment lors du match retour par 63 à 50. Durant cette saison, Dacoury dispute le All Star Game européen, avec trois autres Français, Stéphane Ostrowski, Antoine Rigaudeau et Hugues Occansey. Les statistiques de Dacoury en championnat sont de 13,6 points, 2,6 rebonds et 3,8 passes .
Le CSP Limoges entame la saison 1992-1993 avec un nouveau maillot: le jaune succède au vert. Le club, dont le serbe Božidar Maljković a pris la direction en cours de saison précédente, pratique un jeu de contrôle: les attaques vont pratiquement au bout des trente secondes de possession règlementaire pour épuiser son adversaire dans les phases défensives. De l'autre côté du terrain, il impose une défense de fer avec les Bilba, Vérove, Zdovc, Redden. L'américain Michael Young est souvent chargé de mettre les points au bout de ces attaques. Du côté de la défense, il convainc Dacoury d'endosser un nouveau rôle: celui-ci, qui « étais prêt à mettre fin à ma carrière. Je ne trouvais plus de plaisir à jouer. » accepte de remplir un rôle de défenseur « Il m'a appris à jouer au basket. Je l'affirme ». Sur la scène européenne, le CSP ne concède que 61,7 points de moyenne, et se qualifie pour le Final Four après un tir décisif à trois secondes de fin de son meneur Jurij Zdovc lors de la troisième et dernière manche du quart l'opposant  au club grec de l'Olympiakos. En demi-finale les hommes de Maljkovic sont opposés au Real Madrid, qui se présente comme le club ultra-favori de ce Final Four avec la présence dans ses rangs d'Arvydas Sabonis. Les Français l'emportent 62 à 53 avec quatorze points de Dacoury en quatorze minutes, Michael Young marquant pour sa part vingt points. La finale oppose le CSP au Benetton Trévise, club italien où évolue Tony Kukoc, un ancien joueur de Maljkovic lorsque celui-ci dirigeait le Yugosplatika. C'est Frédéric Forte qui est décisif dans cette rencontre en faisant tomber la balle des mains de Kukoc au moment où celui-ci va égaliser. Quelques secondes plus tard, le CSP l'emporte sur le score de 59 à 55. Le captaine Richard Dacoury peut s'emparer du trophée. le CSP devient le premier club français, tous sports collectifs confondus, à remporter le plus haut titre européen. Sur la scène française, le CSP a perdu le Tournoi des As peu avant le Final Four d'Athènes. En championnat, le CSP, qui a dominé la phase régulière avec une seule défaite, l'emporte trois victoires à une face à Pau-Orthez .

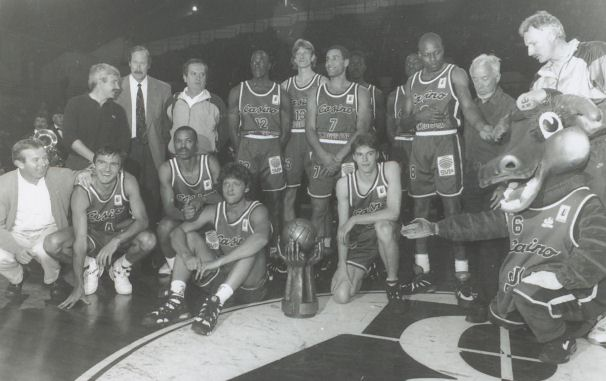
L'équipe du Limoges CSP championne de France 1994.

La saison suivante, Limoges échoue dans la manche décisive de son quart de finale face aux Grecs du Panathinaïkos. Après avoir de nouveau dominé la phase régulière du championnat 1993-1994, le CSP élimine Pau par deux victoires à une en demi-finale avant de triompher d'Antibes deux victoires à zéro, 92 à 73 à Beaublanc avant de l'emporter 87 à 81 à Antibes .
Le CSP atteint pour la troisième fois un Final Four lors de l'année 1995, échouant en demi-finale face au Real Madrid de Sabonis sur le score de 62 à 49. En France, pour la première fois depuis la création de la ligue nationale de basket-ball en 1987, le CSP est absent de la finale, battu en demi-finale par Pau par deux à un .
Lors du championnat 1995-1996, c'est l'ASVEL de Gregor Beugnot et Delaney Rudd qui prive de finale Limoges . Au printemps de cette même année 1996, les dirigeants signifient à Dacoury que son contrat ne sera pas renouvelé pour la saison suivante. Il sollicite alors le président du PSG Racing, Charles Biétry, qui le fait rejoindre la capitale. Le club affiche l'ambition de remporter le titre, avec l'arrivée de deux joueurs NBA, J.R. Reid, choisi en cinquième position de la Draft 1989 de la NBA, Sedale Threatt, ancien back-up de Magic Johnson aux Lakers de Los Angeles ainsi que du Belge Éric Struelens en provenance des Spirou Charleroi. Une phase régulière peu en rapport avec les ambitions affichées coûte sa place à l'entraîneur Chris Singleton, remplacé par un tandem composé de Jacky Renaud et Didier Dobbels. Le club parisien élimine Le Mans en quart, puis Pau en demi-finale pour affronter l'ASVEL, finaliste pour la seconde année consécutive. Les Parisiens gagnent la première manche à l'extérieur 72 à 64 avant de confirmer à domicile dans leur stade Pierre-de-Coubertin 74 à 65 .
La carrière de Richard Dacoury s'achève la saison suivante lors de l'échauffement d'une rencontre d'Euroligue, avec la rupture du tendon d'Achille .
Il a repris une licence amateur pour pouvoir jouer avec le club de Pont-l'Évêque, qui évolue en pré-nationale.

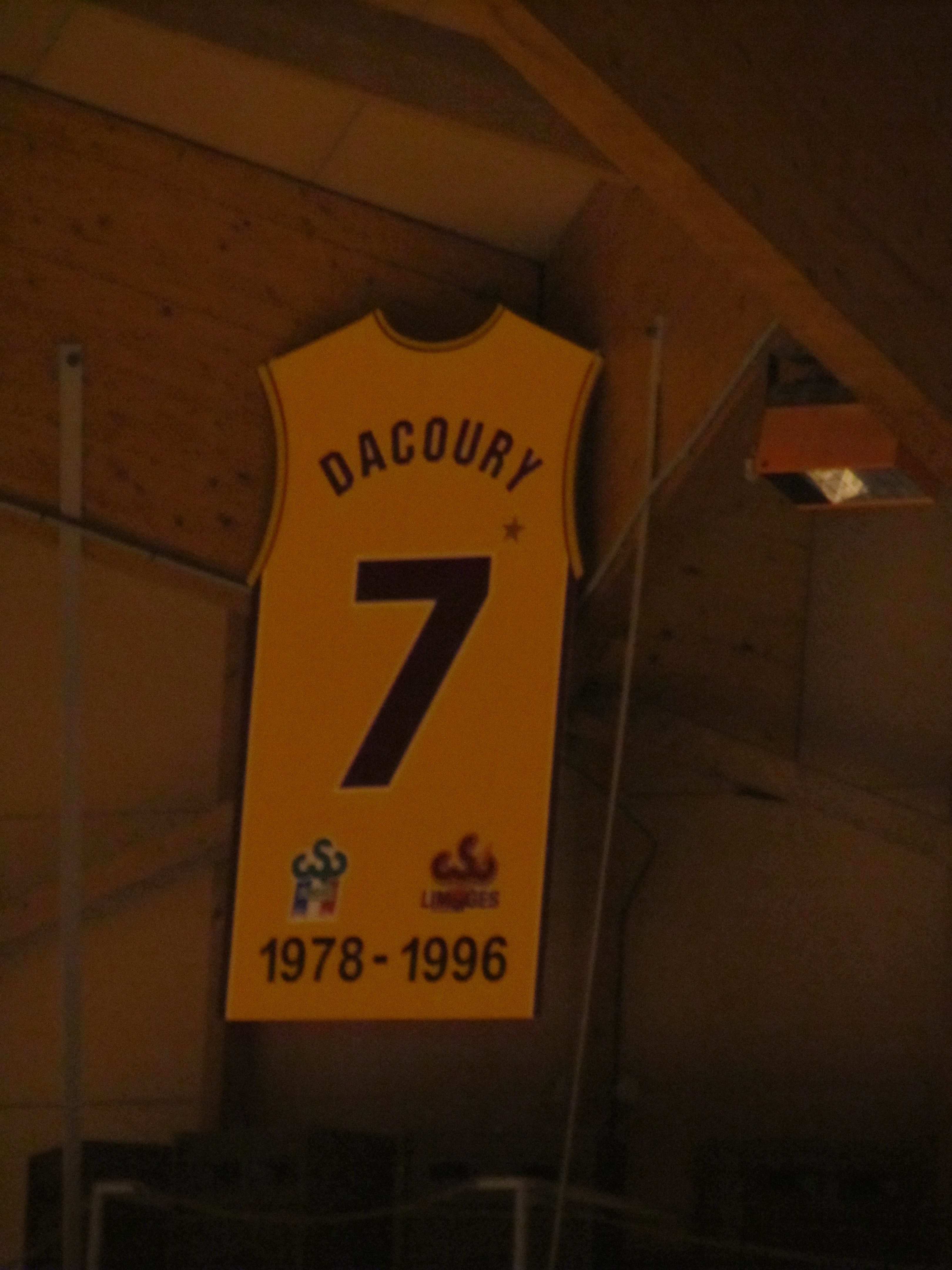
Le numéro 7 de Richard Dacoury, retiré et accroché au milieu des autres bannières du Limoges CSP.

Le 9 octobre 2010, Richard Dacoury est honoré par son ancien club de Limoges. Son numéro 7 est définitivement retiré et est accroché au plafond de Beaublanc lors de la première journée du championnat de France 2010-2011. Ce maillot a une particularité: l'un des côtés est de couleur verte, la première couleur de maillot que Dacoury a connue ; l'autre est le jaune, couleur qu'il a connue à partir de la saison 1992-1993.
Le 22 janvier 2017, en présence du maire Emile-Roger Lombertie, il vient inaugurer le graffiti sur la façade du palais des sports de Beaublanc le représentant réalisé par l'artiste Sema Lao.
Le 10 juin 2017, il inaugure le nouveau stade multisports de Jourgnac qui porte son nom à l'invitation du conseil municipal et du maire Olivier Lerenard.

## Carrière clubs
- 1976-1978 :  CRO Lyon (Nationale 1)
- 1978-1996 :  CSP Limoges (Nationale 1, N 1 A et Pro A)
- 1996-1998 :  PSG Racing (Pro A)
- 2005-2006 :   US Pont-l'Évêque

## Carrière internationale
Sa carrière avec la sélection nationale est moins couronnée de succès. Il débute en 1981 face à Cuba. Sa première grande compétition internationale est le championnat d'Europe disputé en Tchécoslovaquie, compétition dont les Français terminent à la huitième place. Lors de l'Euro 1983, la France termine à la cinquième place.
En 1984, la France se qualifie pour les Jeux olympiques 1984 de Los Angeles lors du tournoi de pré-qualification disputé à Paris. Le tournoi olympique est le souvenir le plus douloureux de Dacoury sous le maillot bleu. En raison d'un coiffeur trop lent, il manque le car qui conduit les Français à un match amical. Le sélectionneur Jean Luent le prive du match face aux Américains, tout comme les frères Éric et Gregor Beugnot, qui eux ont rejoint le village olympique après le couvre-feu. Cette décision, combinée aux six défaites sur sept rencontres, présentent les basketteurs comme des touristes.
L'année suivante, alors que Luent est toujours en poste, il déclare forfait pour le championnat d'Europe sous prétexte d'examen de kinésithérapeute. C'est Jean Galle qu'il retrouve à la tête de l'équipe de France qui termine à la treizième place du Championnat du Monde 1986, puis neuvième l'année suivante en Grèce. Après un tournoi de qualification olympique manqué, c'est Francis Jordane qui se voit confier l'équipe de France. La France termine sixième à l'Euro 1989 puis quatrième au Championnat d'Europe 1991, compétition où les Français échouent face à la Yougoslavie en demi-finale avant de perdre la rencontre pour la troisième place face à l'Espagne.
Au total, entre 1981 et 1992, Richard Dacoury aura été sélectionné 160 fois avec l'Équipe de France. Il aura achevé sa carrière internationale avec un total de 2 240 points marqués et un record de 37 points sur un match.
Richard Dacoury est l'un des rares joueurs français à avoir joué face aux Lakers de Los Angeles de Magic Johnson (en 1991) sous les couleurs du CSP Limoges puis face aux Bulls de Chicago de Michael Jordan (en 1997) sous le maillot du PSG Racing lors des Open McDonald's à Paris Bercy.
Il a aussi joué sous le maillot de l'équipe de France face à la Dream Team en 1992 lors d'un match de préparation aux Jeux olympiques de Barcelone ayant lieu à Monaco.

## Palmarès

### Titres européens
Il a remporté quatre coupes d'Europe, dans trois classes différentes.
- 1 titre de Champion d'Europe (actuelle Euroligue) avec le CSP Limoges, en 1993.
- 1 Coupe des Coupes avec le CSP Limoges, en 1988.
- 2 Coupes Korać avec le CSP Limoges, en 1982 et 1983.

### Titres français
- 9 titres de Champion de France :
  - 8 avec le CSP Limoges : 1983, 1984, 1985, 1988, 1989, 1990, 1993, 1994
  - 1 avec le PSG Racing : 1997
- 7 Coupes de France avec le CSP Limoges : 1982, 1983, 1985, 1988, 1990, 1994, 1995

### Distinctions personnelles
- Désigné Gloire du sport dans la promotion 2011[22].

## Reconversion
En mettant un terme à sa carrière en 1998, Richard Dacoury n'a pas pour autant tiré un trait sur le basket et le sport en général.
Il occupe un poste de consultant pour Orange sport où il commente les rencontres de NBA. Il occupe ce même rôle pour les matchs du Championnat de France de Pro A retransmis sur la chaîne TPS Star.
Il est également consultant pour France 2 et France 3 durant les Jeux olympiques d'Atlanta en 1996, de Sydney en 2000, d'Athènes en 2004, de Pékin en 2008, de Londres en 2012, de Rio en 2016, de Tokyo en 2021 et de Paris 2024 . Il est sollicité par le groupe pour France Télévision lors de matchs que le groupe parvient à diffuser, notamment la demi-finale et la finale du championnat d'Europe 2013 puis lors de l'édition 2015.
Richard Dacoury a obtenu un master de la chaire de Marketing Sportif de l'ESSEC.
Parallèlement à cela, il était le Président du groupe de travail consacré à « La place du sport professionnel en France » dans le cadre des États Généraux du Sport en 2002.
En 2006, le basket lui manque et il intègre l'effectif du petit club normand de Pont-l'Évêque au niveau pré-national et il se révèle encore extrêmement efficace.
Le 21 juillet 2012 il participe au jeu Fort Boyard avec Louise Ekland, Stéphane Diagana, Frédérique Jossinet, Nelson Monfort et Jérôme Alonzo pour l'association « Enfants de la Lune ».
Pour la saison 2014-2015 il devient consultant pour L'Équipe 21 lors des matchs EuroCoupe que diffuse la chaine de TNT.
Le 29 juin 2014, il participe à l'IronMan de Nice, qu'il termine en 13 h 41 min 26 s.
En mars 2015, il participe à la vidéo humoristico-satirique Tous avec José contre le Triathlon ce truc de ouf, épisode 10.
Le 21 mai 2019, Richard Dacoury est nommé vice-président et porte parole par Céline Forte de son club de cœur, le CSP Limoges